# Changge
Changge (长葛市S, ChánggěP) è una città-contea della Cina, situata nella provincia di Henan e amministrata dalla prefettura di Xuchang.